# 今城塚古代歴史館
今城塚古代歴史館（いましろつかこだいれきしかん）は、大阪府高槻市郡家新町にある博物館。

## 概要

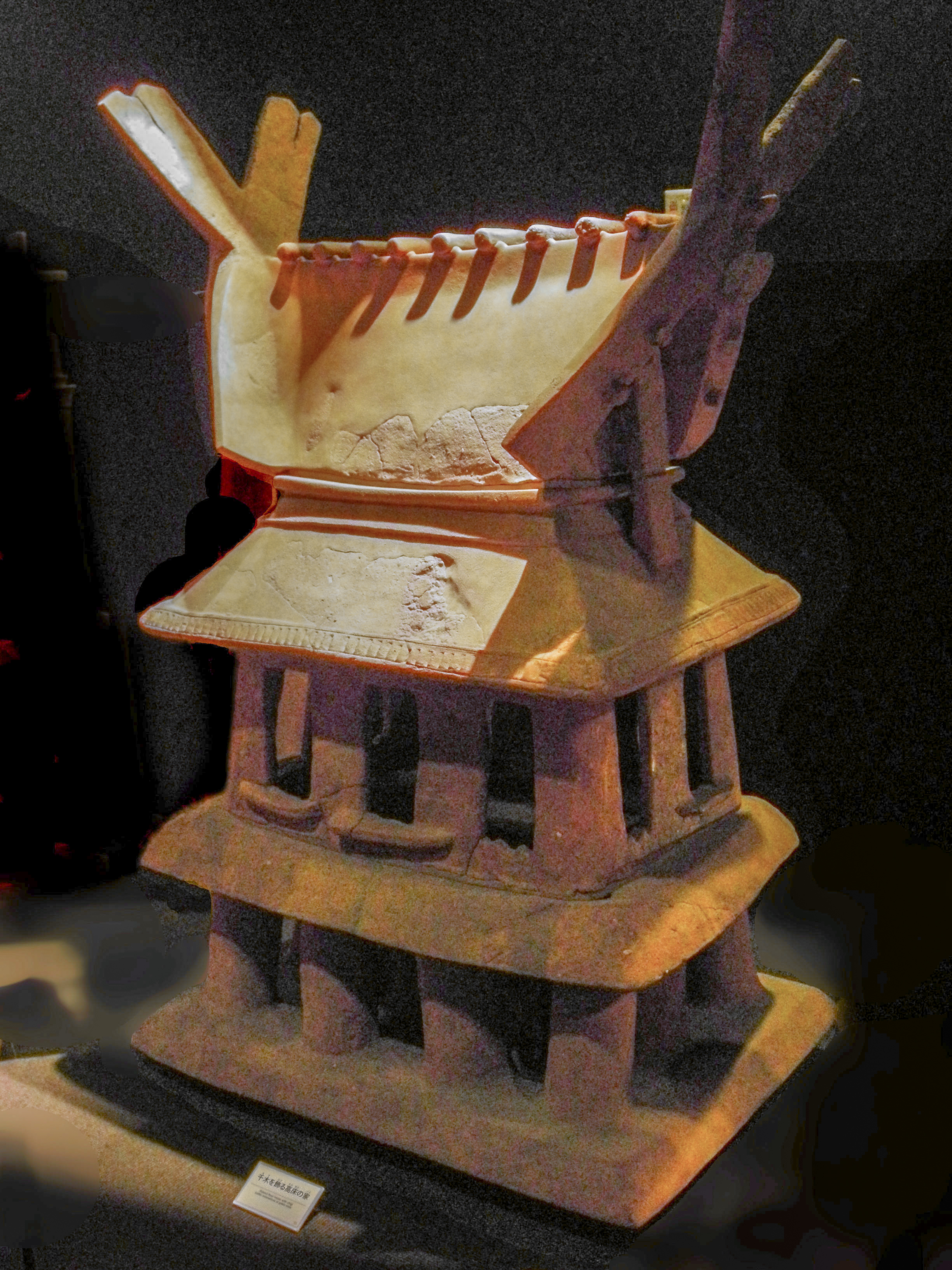
国内最大の家形埴輪

今城塚古墳が2004年（平成16年）から史跡公園として整備され、10年にわたる発掘の成果や古墳時代の歴史を学び、歴史文化の体験学習もできる、古代体験ミュージアムとして2011年（平成23年）4月に開館した。 
古墳公園と歴史館の2つを総称して「高槻市立いましろ大王の杜（だいおうのもり）」と名付けられた。
復元された大王石棺や同じく復元された大王（継体天皇）甲冑など貴重な展示が見られる。

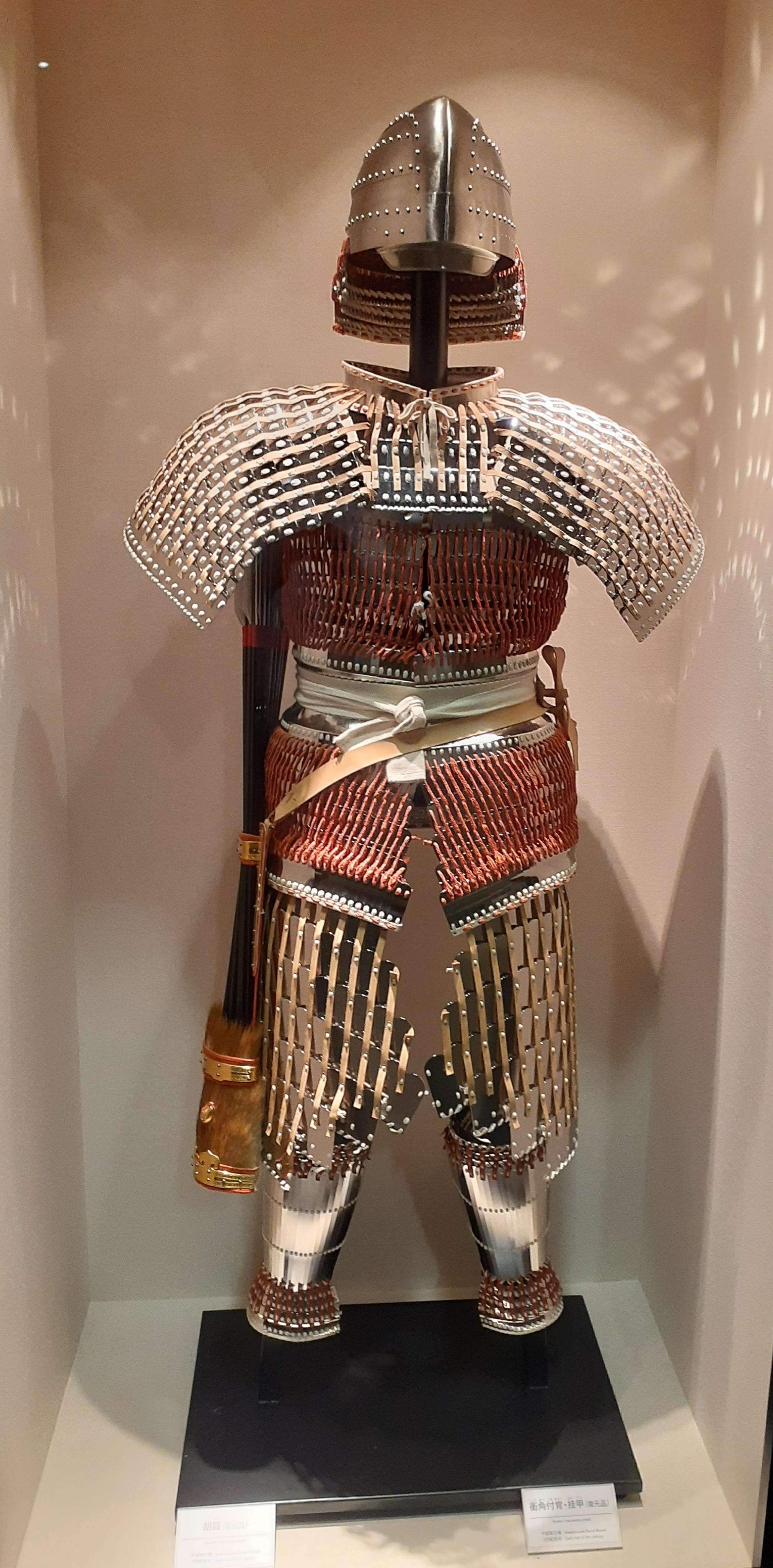
復元された継体天皇甲冑

## 施設
- 玄関ホール
- 常設展示室
- 企画展示室
- 体験学習室
- 映像研修室
- はにたん観光情報コーナー

年3,4回の企画展では外部講師による講座、また、発掘調査に携わる学芸員による学芸員講座が定期的に実施される。

## 利用案内
- 開館：午前10時～午後5時（入館は午後4時30分まで）
- 休館：月曜日（祝日は開館）・祝日の翌日 :月曜日が祝日の場合は火曜日、土曜日が祝日の場合は日曜日が休館。

年末年始(12月28日～1月3日)
- 入館料：無料（ただし特別展・企画展は有料の場合がある）

## 交通アクセス
- JR京都線「摂津富田駅」または阪急京都本線「富田駅」下車、北へ徒歩約25分。
- 摂津富田駅より市営バス「南平台経由奈佐原」行きで、「今城塚古墳前」下車。
- 摂津富田駅より市営バス「関西大学」「萩谷」「萩谷総合公園」行きで、「氷室」下車。